# Poul Henningsens Plads
Poul Henningsens Plads er en plads på Østerbro i København, beliggende hvor gaderne Østerbrogade, Jagtvej og Strandboulevarden mødes.
Pladsen blev opkaldt efter arkitekten og kulturpersonligheden Poul Henningsen i 1994.
Da Københavns Metro blev udvidet med Cityringen, var det oprindeligt planlagt at placere en station på pladsen. Som arbejdstitel for stationen valgtes derfor Ved Poul Henningsens Plads. Denne station blev i stedet placeret lidt væk fra Poul Henningsens Plads, på den anden side af Jagtvej, på en unavngiven plads på hjørnet af Tåsingegade og Reersøgade, dog uden at navnet er blevet et andet.